# Kroontjesknotszwam
De kroontjesknotszwam (Artomyces pyxidatus) is een schimmel uit de familie Auriscalpiaceae. Hij groeit op liggende, ontschorste stammen, vooral van (ratel)populieren.

## Kenmerken

### Uiterlijke kenmerken
Het eenjarige vruchtlichaam heeft een lengte van 4 tot 12 cm. De vorm is kandelaarachtig met rechtopstaande takken. Het meest karakteristieke kenmerk is de kroonachtige vorm van de toppen van de takken. De takken staan dicht bij elkaar. De basis is stronkachtig vergroeid. De kleur is bleek vleeskleurig tot beige of okergeel. Het elastische, ietwat taaie vlees (trama) is wit tot geelachtig van kleur en wordt bruin bij wrijven. Het ruikt sterk kruidig en smaakt ofwel mild ofwel wat bitter, na langdurig kauwen ± peperig heet. 
De sporenprint is wit en verkleurt door toevoeging van een jodium reagens (amyloïde).

### Microscopische kenmerken
Het hyfen meten tot 16 µm in doorsnede en heeft gespen op de tussenschotten (septa). Daarnaast komen 3–5 µm brede, dunwandige steriele elementen (leptocystidia) voor. De basidia hebben basale gespen en zijn 20–30 × 4-4,5(–5) µm. De elliptische, fijne wratachtige sporen rijpen erop en meten 4–5(–5,5) × 2–2,6(–3) µm.

## Verwarrende soorten
De kroontjesknotszwam lijkt op de rechte koraalzwam, maar deze heeft vertakte, doornachtige of tandachtige toppen. Voorts is de kleur hiervan geeloker met vleeskleurige tint tot lichtkaneelkleurig met gelige toppen.

## Verspreiding
De kroontjesknotszwam komt voor in alle gematigde zones van het noordelijk halfrond. Naast Europa is het te vinden in Azië en Noord-Amerika. In Duitsland heeft de warmteminnende soort zich de laatste tien tot vijftien jaar vooral kunnen verspreiden naar dennenbossen in de noordelijke laaglanden. De ontwikkeling zou het gevolg zijn van klimaatverandering. De meeste vondsten komen uit warmere gebieden in rivierdalen.
In Nederland komt de soort anno 2023 vrij algemeen voor. Het is niet bedreigd en staat niet op de rode lijst.